# The Tracey Ullman Show
The Tracey Ullman Show var ett humorprogram, ursprungligen visat i amerikansk tv 1987-1990. För regin svarade Ted Bessell och Art Wolff.
Serien bestod huvudsakligen spelfilmsinslag och varje avsnitt innehöll en blandning av löst sammanfogade sketcher.

## Simpsons-kortfilmerna
Idag torde serien dock mest vara ihågkommen för att den var det program i vilket den animerade familjen Simpson för första gången dök upp. Totalt producerades 48 episoder på vardera cirka en minut, med Homer, Marge, Bart, Lisa och Maggie Simpson.
I Simpsons-inslagen medverkade Castellaneta (Homer) och Kavner (Marge) tillsammans med Nancy Cartwright (Bart) och Yeardley Smith (Lisa), samma kvartett som fortfarande gör rösterna till Simpsons-familjen.

## Medverkande
- Tracey Ullman
- Sam McMurray
- Anna Levine
- Dan Castellaneta
- Julie Kavner